# Tala Luvu
Tala Rafe Luvu (sinh ngày 2 tháng 9 năm 1990) ở American Samoa. Anh đá cho đội tuyển quốc gia tại Vòng sơ loại World Cup 2014 khu vực Châu Đại Dương.